# أويسكيرشن
ايوسكيرش (بالألمانية: Euskirchen) هي بلدة ألمانية تقع في ألمانيا في أويسكيرشن. يقدر عدد سكانها بـ 55,235 نسمة .

## المدن التوأمة
مدن شارفيل-ميزيير و Basingstoke and Deane هي مدن توأمة لـايوسكيرش.

## أعلام
- هاينس فلوه
- ويلي غراف
- بترا هاك
- سالكي روتينبيرج
- مارلين فوكس